# عبد الرحيم بن الإخوة
أبو الفضل عبد الرحيم بن أحمد بن محمد الشيباني يعرف عمومًا بـابن الإخوة (1090 - 1153 م) (483 - 548 هـ) فقيه شافعي ومحدث وناسخ وشاعر عراقي. من أهل بغداد. سافر إلى خراسان ونيسابور وطبرستان في طلب الحديث. وأقام بأصفهان أربعين سنة. له شعر. توفي في شيراز.

## سيرته
هو أبو الفضل، عبد الرحيم بن أحمد بن محمد بن محمد بن إبراهيم بن الإخوة البغدادي اللؤلئي. ولد في بغداد سنة 483 هـ/ 1090 م ونشأ بها. سافر إلى خراسان ونيسابور وطبرستان في طلب الحديث. وأقام بأصفهان أربعين سنة. قال عنه السمعاني «شيخ فاضل يعرف الأدب، له شعر رقيق، صحيح القراءة والنقل، قرأ الكثير بنفسه، ونسخ بخطه ما لا يدخل تحت الحد، مليح الخط سريعه، سافر إلى خراسان، وسمع بها، كتب لي بخطه جزءا بأصبهان، وسمعت منه... أنا ما رأيت منه إلا الخير.» وقال ابن النجار «كتب ما لا يحد، وكان مليح الخط، سريع القراءة، رأيت بخطه» التنبيه«لأبي إسحاق، فذكر في آخره أنه كتبه في يوم واحد، وكانت له معرفة...».
 وصفه المصادر بأنه كان «جامع للعلوم ولا سيما الحديث والتفسير والنحو والادب، واشتهر بالخط الجميل، وكان شاعرا مجيدا».
توفي عبد الرحيم ابن الإخوة في مدينة شيراز في شعبان 548/ نوفمبر 1153. ابنه هو العالم أبو مسلم هشام وأخوه عبد الرحمن.